# Јанко Балорда
Јанко Балорда (Оџак, код Високог, 19. мај 1917 — Средње, код Сарајева, септембар 1942) био је учесник Народноослободилачке борбе и народни херој Југославије.

## Биографија
Рођен је 19. маја 1917. године у селу Оџак, код Високог.
Члан Комунистичке партије Југославије (КПЈ) је од 1938. године.
Заједно с неколико другова 1940. основао ћелију КПЈ у Високом.
Учесник Народноослободилачке борбе је од 1941. године.
Налазио се на функцији политичког комесара батаљона у Шестој пролетерској источнобосанској ударној бригади. Августа 1942. године, ухаваћен је и убијен од стране делова четничке Сарајевске бригаде, на планини Озрену и убијен у селу Средњем код Сарајева.
После ослобођења, његови посмртни остаци су сахрањени у Гробници народних хероја у спомен-парку Враца, на планини Требевићу, код Сарајева.
Указом Президијума Народне скупштине Федеративне Народне Републике Југославије, 23. јула 1952. године, проглашен је за народног хероја.
Гимназија у Високом, која је после постала средњошколски центар, до 1993. je носиla назив по њему. Биста Јанка Балорде која је била у парку поред реке Босне више se не налази на постољу које се налази данас на истом месту. Натпис уклесан на бронзаној плочи који говори о оснивању ћелије КПЈ у Високом је и даље у добром стању. Биста која се налазила у средњошколском центру измештена је у једну од просторија.